# Slogan
Um slôgane, também escrito na grafia inglesa slogan, ou como eslogã, é uma frase de efeito, um dito de fácil memorização, que resume as características de um produto, serviço ou até mesmo pessoa. Ela é usada em contexto político, religioso ou comercial como uma expressão repetitiva de uma ideia ou propósito. É geralmente utilizado por empresas. Um slogan político geralmente expressa um objetivo ou alvo («Trabalhadores do mundo, uni-vos!», por exemplo), enquanto um slogan publicitário é mais frequentemente usado como uma identificação de fácil memorização agregando um valor único à empresa, produto ou serviço, sendo esse valor concreto ou não («A número 1», por exemplo).
É um conceito importante na Publicidade onde uma curta mensagem é usada como uma identificação de fácil memorização agregando a um produto ou serviço.

## Etimologia
A palavra slogan é derivada de slogorn que é uma corruptela para o Inglês a partir do termo sluagh-ghairm tanmay (sluagh "exército", "hoste" + gairm "grito") do gaélico escocês e do Irlandês. Esta expressão era usada como grito usado pelos antigos clãs para inspirar os seus membros a lutarem pela preservação do grupo.

## Tipos
Slogans variam do escrito ao visual, do cantado ao vulgar. Quase sempre, sua natureza simples e retórica deixa pouco espaço para detalhes, e, como tal, servem talvez mais a uma expressão social de propósito unificado, do que uma projeção para uma pretendida audiência. Slogans são atrativos particularmente na era moderna de bombardeios informacionais de numerosas fontes dos media.

### Comercial
Modernamente, a publicidade e a propaganda utilizam o slogan como forma de destacar os atributos, vantagens entre outras na complementação de uma mensagem comercial. Na propaganda o slogan tem finalidade de manter-se na mente do consumidor.
O slogan está associado à imagem, à linguagem escrita e estética transcendendo a materialidade o produto ou serviço, transformando-se no afirmativo indicador dos atributos enunciados no texto publicitário.

### Político
Um slogan político é um bordão usado em um contexto político. Geralmente expressa um objetivo ou alvo ("Trabalhadores do mundo, uni-vos!"). Os slogans são efetivamente ferramentas políticas, especialmente em um contexto de grande influência pela mídia. Frequentemente resumem a essência de uma plataforma, como nas eleições presidenciais no Brasil em 2002, quando o Partido dos Trabalhadores teve como mote no segundo turno "a esperança venceu o medo".